# Mijuki (1928)
Mijuki (japonsky: 深雪) byl čtvrtý torpédoborec první série třídy Fubuki japonského císařského námořnictva. Byl dokončen v červnu 1929 a ztracen při kolizi s torpédoborcem Inazuma 29. června 1934.

## Popis
Mijuki byl dokončen v základní konfiguraci typické pro první jednotky třídy Fubuki. To zahrnovalo hlavňovou výzbroj složenou ze šesti 127mm kanónů typu 3. roku ve třech dvouhlavňových uzavřených dělových věžích modelu A (jedna na přídi a dvě na zádi), které doplňovaly dva kulomety. Torpédovou výzbroj tvořily tři 610mm trojhlavňové torpédomety.

## Stavba
Stavba nového „torpédoborce číslo 38“ (第三十八号駆逐艦 Dai-sandžúhači-gó kučikukan) začala 30. dubna 1927 v loděnici Uraga (浦賀船渠株式会社 Uraga Senkjo Kabušiki Kaiša) v Jokosuka na základě plánu doplnění loďstva z fiskálního roku 1923 (大正12年度艦艇補充計画 Taišó džúni-nendo kantei hodžú keikaku). Krátce po spuštění na vodu v červnu 1928 upustilo císařské námořnictvo od pojmenovávání torpédoborců jenom podle přiřazeného čísla a rozestavěnému torpédoborci bylo přiděleno jméno Mijuki. Mijuki byl dokončen a přijat do služby 29. června 1929.

## Služba
Po přijetí do služby byl Mijuki spolu se sesterskými loděmi Fubuki, Širajuki a Hacujuki přidělen k 2. suirai sentai (水雷戦隊 ~ eskadra torpédoborců) 2. kantai (艦隊 ~ loďstvo).
Od 10. října 1931 až do 8. července se Mijuki podrobil údržbě a úpravám v námořním arzenálu v Kure, během kterých byly rovněž upraveny kotle.

### Srážka
Během rutinního cvičení jihozápadně od ostrova Čedžu se 29. června 1934 Mijuki srazil s torpédoborcem Inazuma a po kolizi se potopil. Přesné údaje o počtu obětí neexistují, ale pravděpodobně zahynulo nejméně 5 námořníků.
Dne 15. srpna 1934 byl Mijuki vyškrtnut ze seznamu lodí císařského námořnictva.
Torpédoborec Inazuma měl po kolizi těžce poškozenou příď, ztratil chod a těžký křižník Nači ho musel odvléci do Saseba, kde následně podstoupil rozsáhlé opravy.